# 에르브 치즈
에르브 치즈(프랑스어: fromage de Herve 프로마주 드 에르브[*], 왈롱어: froûmatch di Hèf 프루마치 디 에프)는 벨기에의 앙트르베스드르에뫼즈, 페이드에르브 지역에서 생산되는 소젖 치즈이다. 

## 같이 보기
- 림부르거